# Razorlight
Razorlight er et engelsk indierockband, der blev danet i 2002 af forsanger og rytmeguitarist Johnny Borrell. Bandet er primært kendt i Storbritannien, hvor de toppede hitlisterne i 2006 med sangen "America" og det selvbetitlede album. Sammen med Borrell består gruppen af trommeslager David Sullivan Kaplan, bassist João Mello og lead guitarist Gus Robertson.
Bandet har gennemgået flere ændringer i sammensætningen, og Borrell er det eneste oprindelige medlem. De har udgivet tre albums inden de gik i opløsning i 2014. Bandet blev gendannet i 2017 og udgav albummet Olympus Sleeping i 2018.
De er bedst kendt for sangene "Golden Touch" og "America", hvor sidstnævnte nåede førstepladsen på UK Singles Chart i 2006.

## Historie
Deres debutalbum, Up All Night, blev udgivet den 28. juni 2004, og blev nummer 3 på den britiske albumliste den 4. juli.
På albummet skrev Johnny Borrell sit eget telefonnummer ind i sangen "Vice".
I april 2005 udgav de Up All Night igen, denne gang var den nye single "Somewhere Else" inkluderet. "Somewhere Else" blev nummer 2 på den britiske hitliste den måned, og den skaffede bandets hidtil største hit-single i deres korte karriere.
I juli 2005 spillede bandet i Hyde Park i London som en del af Live 8-koncerterne. Bandet har fået klager over, at de ikke donerer eller deler ud af bandets overskud til velgørenheder. Razorlight hævder, at grunden var, at med bandets usikre status kunne de ikke forpligte sig til den slags.
Razorlight var opvarmingsband for Oasis i december 2005 ved deres koncert på Cardiffs Milennium Stadion.
17. juli 2006 blev deres andet album Razorlight udgivet. Albummet kom hurtigt på toppen af den britiske albumliste, og har solgt nok til dobbeltplatin.

## Medlemmer
Current
- Johnny Borrell – forsanger, guitar, keyboard, klaver (2002–nu)
- Björn Ågren – guitar, keyboard, klaver , tambourine (2002–2010, 2019–nu)
- Carl Dalemo – bas, keyboard, klaver (2002–2010, 2021–nu)
- Andy Burrows – trommer, baggrundsvokal (2004–2009, 2021–nu)
- Reni Lane – keyboard) (2019–nu)

Former
- Shïan Smith-Pancorvo – trommer (2002–2004)
- Freddie Stitz – bas (2010–2014)
- Gus Robertson – guitar (2010–2017)
- João Mello – bas (2014–2018)
- David Sullivan Kaplan – drums (2009–2018)
- David Ellis – guitar (2017–2019)
- Harry Deacon – bas (2018–2019)
- Ben Ellis – bas (2019–2021)
- Mat Hector – trommer (2019–2021)

## Diskografi

### Album
Studiealbums
- Up All Night (2004)
- Razorlight (2006)
- Slipway Fires (2008)
- Olympus Sleeping (2018)

### Singler
Fra Up All Night:
- "Rock 'N' Roll Lies" (2003) – #56 UK
- "Rip It Up" (2003) – #42 UK
- "Stumble And Fall" (2004) – #27 UK
- "Golden Touch" (2004) – #8 UK
- "Vice" (2004) – #18 UK
- "Rip It Up" (Re-release) (2004) – #20 UK

Fra Up All Night Re-issue:
- "Somewhere Else" (2005) – #2 UK

Fra Help:A Day In The Life (Warchild Album):
- "Kirby's House" (2005)

Fra Razorlight:
- "In The Morning" 2006 – #3 UK Single Chart, #5 UK download chart
- "America" 2006 – #1 UK single chart, #1 UK download chart
- "Before I Fall To Pieces" 2006 – #17 UK single chart, #17 UK download chart